# جغرافیای نامیبیا

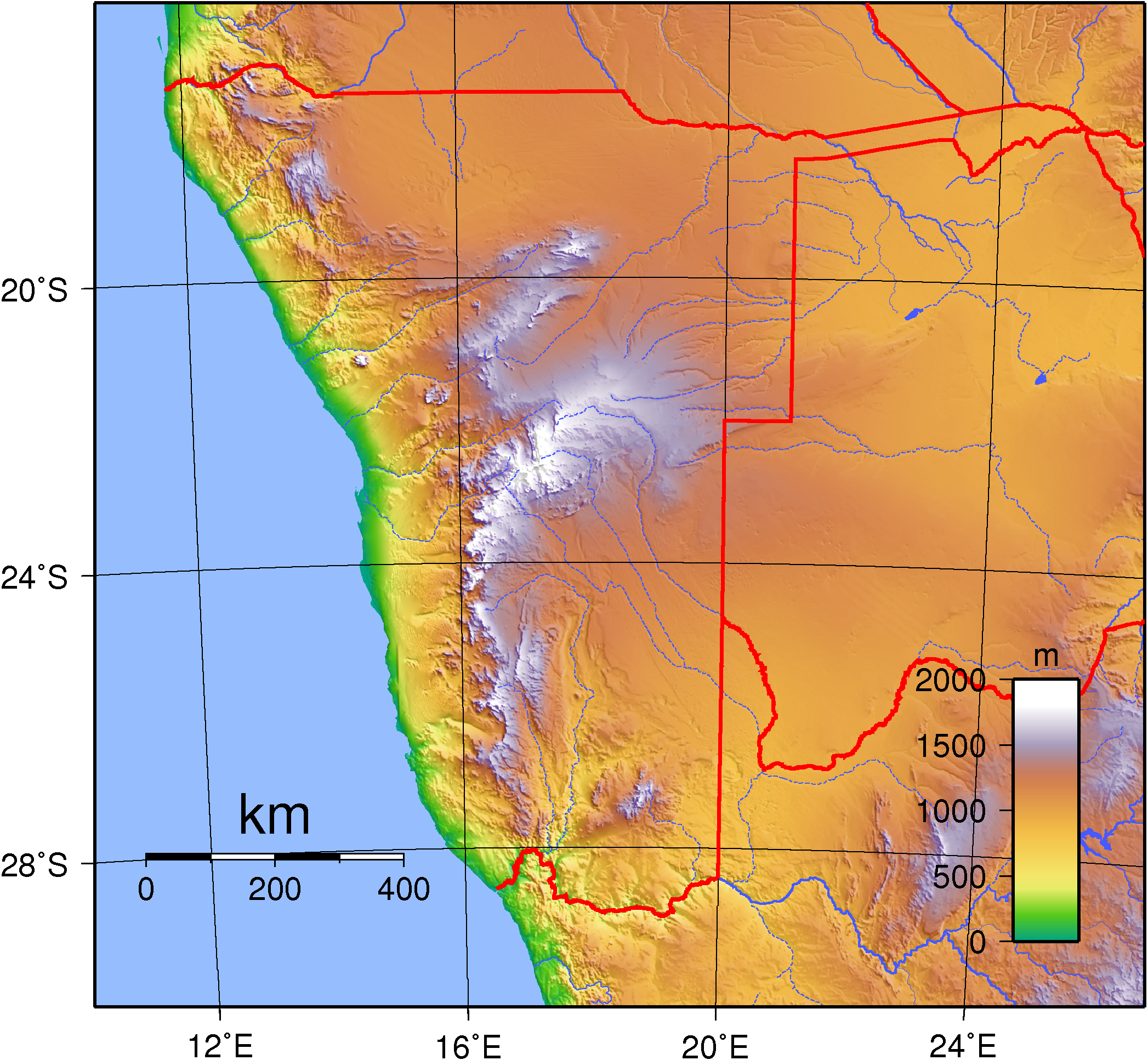
نقشه ناهمواری‌های نامیبیا

نامیبیا با ۸۲۴٬۲۹۲ کیلومتر مربع مساحت، سی و چهارمین کشور بزرگ جهان است. پس از مغولستان، نامیبیا دومین کشور یا کمترین تراکم جمعیت در جهان است (۲٫۷ نفر در هر کیلومتر مربع). 
اراضی نامیبیا به‌طور کلی از پنج منطقه جغرافیایی تشکیل شده‌است، هر یک با شرایط خاص جوی و پوشش گیاهی ویژه: فلات مرکزی، بیابان نامیب، سرازیری بزرگ، بوشفلد و بیابان کالاهاری.

## فلات مرکزی
فلات مرکزی از شمال به جنوب امتداد دارد، از شمال غربی با ساحل اسکلت، از جنوب غربی با بیابان نامیب و دشت‌های ساحلی آن، از جنوب با رود اورنج و از شرق با کویر کالاهاری همسایه است. بلندترین نقطه در نامیبیا، کونیگ‌استاین (سنگ شاه) با ارتفاع ۲،۶۰۶ متر در فلات مرکزی قرار دارد.
در زمین‌های گسترده و صاف فلات مرکزی اکثریت جمعیت و فعالیت اقتصادی نامیبیا جای گرفته است. ویندهوک، پایتخت کشور، و همچنین بیشتر زمین‌های قابل کشت در اینجا واقع شده‌است. اگرچه اراضی قابل کشت تنها ۱٪ از نامیبیا را تشکیل می‌دهد، تقریباً نیمی از جمعیت در بخش کشاورزی مشغول به کار هستند. دمای تابستان در این منطقه می‌تواند به ۴۰ درجه سانتی‌گراد برسد و در عین حال، یخبندان هم در زمستان معمول است.

## بیابان نامیب
بیابان نامیب گستره وسیعی از سنگریزه‌های بسیار خشک، شن بدون رطوبت، دشت‌ها و تپه‌های شنی است که در امتداد کل خط ساحلی امتداد دارد و عرض آن بین یک‌صد تا صدها کیلومتر متفاوت است. مناطق درون نامیب شامل ساحل اسکلت و کائوکوفلد در شمال و «دریای شن» نامیب در امتداد ساحل مرکزی است. 
شن و ماسه‌های تشکیل دهنده «دریای شن» نتیجه فرایندهای فرسایشی است که در دره رودخانه اورنج و مناطق جنوب‌تر از آن اتفاق می‌افتد. آب‌های پر از شن و ماسه، بار معلق خود را به داخل اقیانوس اطلس می‌اندازند و سپس جریان‌های رو به خشکی آن‌ها را در امتداد ساحل رسوب می‌دهند. بادهای بیش‌وز از سمت جنوب غربی سپس شن و ماسه را به صورت تپه‌های شنی عظیم در یک دریای وسیع شنی، جابه‌جا و انباشته می‌کنند. 
در بسیاری از مناطق کویر نامیب، به جز برخی گلسنگ‌ها و برخی از گیاهانی که در بسترهای خشک رودخانه به آب‌های زیرزمینی دسترسی دارند، پوشش گیاهی کمی وجود دارد.